# Giro de Italia 1956
La 39.ª edición del Giro de Italia se disputó entre el 19 de mayo y el 10 de junio de 1956, con un recorrido de 23 etapas y 3523 km, que el vencedor completó a una velocidad media de 34,677 km/h. La carrera comenzó y terminó en Milán.
Tomaron la salida 105 participantes, de los cuales 43 terminaron la carrera.
Charly Gaul se adjudicó una de las más memorables ediciones del Giro de Italia, tras pasar de estar en el 24º puesto, a casi 17 minutos del líder Pasquale Fornara, a ser líder al término de la 21.ª etapa, una dura etapa de montaña con final en el Monte Bondone que se disputó bajo unas condiciones climatológicas muy adversas. Gaul ganó la etapa, con casi ocho minutos sobre Fantini, segundo aquel día, y más de doce sobre Magni, tercero. Más de la mitad (46 de 89) de los participantes abandonaron aquel día.
La clasificación de la montaña se dividió en tres clasificaciones diferentes, cada una referente a una zona montañosa de la carrera. Charly Gaul se adjudicó el de los Dolomitas, Federico Martín Bahamontes el de los Apeninos y Cleto Maule el del Stelvio.
El español Miguel Poblet ganó cuatro etapas. José Serra fue el mejor español en la clasificación general, 26º.

## Equipos participantes
| Equipo              | Jefe de filas    |
| Nivea-Fuchs         | Fiorenzo Magni   |
| Bélgica-Eldorado    | Jean Brankart    |
| Francia             | Jean Dotto       |
| Holanda-Italcover   | Wout Wagtmans    |
| España-Girardengo   | Miguel Poblet    |
| International-Faema | Charly Gaul      |
| Arbos               | Pasquale Fornara |
| Atala               | Bruno Monti      |

| Equipo         | Jefe de filas    |
| Torpado        | Nino Defilippis  |
| Carpano        | Fausto Coppi     |
| Frejus         | Agostino Coletto |
| Ignis-Varese   | Ricardo Filippi  |
| Legnano        | Giorgio Albani   |
| Leo-Chlorodont | Gastone Nencini  |
| Torpado        | Aldo Moser       |

## Etapas
| Etapa | Recorrido                   | Km        | Ganador            | Líder               |
| 1.ª   | Milán-Alessandria           | 210       | Pierino Baffi      | Pierino Baffi       |
| 2.ª   | Alessandria-Génova          | 96        | Alessandro Fantini | Pierino Baffi       |
| 3.ª   | Lido d'Albaro               | 12 (CRE)  | Leo Chlorodont     | Vincenzo Zucconelli |
| 4.ª   | Génova-Salice Terme         | 152       | Alessandro Fantini | Alessandro Fantini  |
| 5.ª   | Voghera-Mantova             | 198       | Miguel Poblet      | Alessandro Fantini  |
| 6.ª   | Mantova-Rímini              | 228       | Giuseppe Minardi   | Alessandro Fantini  |
| 7.ª   | San Marino                  | 13 (CRI)  | Jan Nolten         | Alessandro Fantini  |
| 8.ª   | Rímini-Pescara              | 245       | Arrigo Padovan     | Alessandro Fantini  |
| 9.ª   | Pescara-Campobasso          | 205       | Charly Gaul        | Alessandro Fantini  |
| 10.ª  | Campobasso-Salerno          | 156       | Miguel Poblet      | Alessandro Fantini  |
| 11.ª  | Salerno-Frascati            | -         | Anulada            | Alessandro Fantini  |
| 12.ª  | Roma-Grosseto               | 198       | Bruno Tognaccini   | Alessandro Fantini  |
| 13.ª  | Grosseto-Livorno            | 230       | Pietro Nascimbene  | Alessandro Fantini  |
| 14.ª  | Livorno-Lucca               | 54 (CRI)  | Pasquale Fornara   | Pasquale Fornara    |
| 15.ª  | Lucca-Bolonia               | 168       | Michel Stolker     | Pasquale Fornara    |
| 16.ª  | Bolonia-Madonna di San Luca | 2.5 (CRI) | Charly Gaul        | Pasquale Fornara    |
| 17.ª  | Bolonia-Rapallo             | 271       | Miguel Poblet      | Pasquale Fornara    |
| 18.ª  | Rapallo-Lecco               | 278       | Giorgio Albani     | Pasquale Fornara    |
| 19.ª  | Lecco-Sondrio               | 98        | Miguel Poblet      | Pasquale Fornara    |
| 20.ª  | Sondrio-Merano              | 163       | Cleto Maule        | Pasquale Fornara    |
| 21.ª  | Merano-Monte Bondone        | 242       | Charly Gaul        | Charly Gaul         |
| 20.ª  | Trento-San Pellegrino Terme | 191       | Giorgio Albani     | Charly Gaul         |
| 21.ª  | San Pellegrino Terme-Milán  | 113       | Donato Piazza      | Charly Gaul         |

## Clasificaciones
| \| 1. \| Charly Gaul \| Luxemburgo \| 101h 39' 49" \| \| 2. \| Fiorenzo Magni \| Italia \| + 3' 27" \| \| 3. \| Agostino Coletto \| Italia \| + 6' 53" \| \| 4. \| Cleto Maule \| Italia \| + 7' 25" \| \| 5. \| Aldo Moser \| Italia \| + 7' 30" \| \| 6. \| Alessandro Fantini \| Italia \| + 8' 46" \| \| 7. \| Jean Brankart \| Bélgica \| + 9' 21" \| \| 8. \| Bruno Monti \| Italia \| + 10' 54" \| \| 9. \| Waldemaro Bartolozzi \| Italia \| + 18' 14" \| \| 10. \| Hilaire Couvreur \| Bélgica \| + 18' 41" \| |                      |            |              |
| 1. | Charly Gaul          | Luxemburgo | 101h 39' 49" |
| 2. | Fiorenzo Magni       | Italia     | + 3' 27"     |
| 3. | Agostino Coletto     | Italia     | + 6' 53"     |
| 4. | Cleto Maule          | Italia     | + 7' 25"     |
| 5. | Aldo Moser           | Italia     | + 7' 30"     |
| 6. | Alessandro Fantini   | Italia     | + 8' 46"     |
| 7. | Jean Brankart        | Bélgica    | + 9' 21"     |
| 8. | Bruno Monti          | Italia     | + 10' 54"    |
| 9. | Waldemaro Bartolozzi | Italia     | + 18' 14"    |
| 10. | Hilaire Couvreur     | Bélgica    | + 18' 41"    |

| \| 1. \| Charly Gaul \| Luxemburgo \| - \| \| 1. \| Federico Martín Bahamontes \| España \| - \| \| 1. \| Aurelio Del Río \| Italia \| - \| |                            |            |   |
| 1. | Charly Gaul                | Luxemburgo | - |
| 1. | Federico Martín Bahamontes | España     | - |
| 1. | Aurelio Del Río            | Italia     | - |

| \| 1. \| Atala \| Italia \| - \| - \| |       |        |   |   |
| 1.                                    | Atala | Italia | - | - |